# Kim Ho-kon
Kim Ho-kon (Tongyeong, Corea del Sur; 26 de marzo de 1951) es un exfutbolista y exentrenador de Fútbol de Corea del Sur que jugaba en la posición de defensa.

## Carrera

### Club
| Periodo   | Club                        |
| --------- | --------------------------- |
| 1969–1970 | Commercial Bank of Korea FC |
| 1974      | Yonsei University FC        |
| 1975      | Korea Trust Bank FC         |
| 1975–1976 | ROK Army                    |
| 1976–1982 | Seoul Trust Bank FC         |

### Selección nacional
Con la selección nacional sub-20 fue finalista del Campeonato Juvenil de la AFC en 1971. Jugó para la selección absoluta de 1971 a 1979 con la que anotó cinco goles en 124 partidos, ganó los Juegos Asiáticos de 1978, y fue finalista de la Copa Asiática 1972.

### Entrenador
| Periodo   | Club                 |
| --------- | -------------------- |
| 1993–1999 | Yonsei University FC |
| 2000–2002 | Busan IPark          |
| 2002–2004 | Corea del Sur U23    |
| 2009–2013 | Ulsan Hyundai        |

## Logros

### Jugador
Commercial Bank of Korea
- Korean President's Cup: 1970[9]

ROK Army
- Korean National Championship: 1975[3]
- Korean President's Cup: 1975[9]

### Selección nacional
- Asian Games: 1978[10]

### Entrenador
Ulsan Hyundai
- Korean League Cup: 2011[9]
- AFC Champions League: 2012[11]

### Individual
- Mejor Equipo Coreano: 1972, 1973, 1974, 1975, 1976, 1977, 1978, 1979[12][13][14][15][16][17][18][19]
- Futbolista Coreano del Año: 1975[15]
- Equipo del siglo XX de Asia/Oceanía: 1998[20]
- Entrenador del Año de la AFC: 2012[21]